# Kenya Electricity Generating Company
Die Kenya Electricity Generating Company Ltd. (kurz KenGen) mit Sitz in Nairobi ist die größte kenianische Stromerzeugungsgesellschaft. Aus den Energieträgern Wasserkraft, Geothermie, Öl und Wind deckt KenGen etwa 80 Prozent des kenianischen Strombedarfs. Der erzeugte Strom wird ausschließlich an die Kenya Power and Lighting Company (KPLC) verkauft, welche den Vertrieb an die Endkunden übernimmt. Das Unternehmen ist unter dem Kürzel KEGN an der Nairobi Stock Exchange (NSE) gelistet.

## Geschichte
Die Unternehmensgeschichte begann mit der Gründung der Kenya Power Company (KPC) im Jahr 1954 mit dem Ziel, eine Hochspannungsleitung zwischen Nairobi und Tororo in Uganda zu errichten sowie die Voraussetzungen für die Stromerzeugung aus Geothermie und anderen Energieträgern zu schaffen. Von Beginn an stand KPC unter Leitung der Kenya Power and Lighting Company (KPLC), welche exklusiv den Vertrieb des erzeugten Stroms an die Endkunden übernimmt.
Im Rahmen von Reformen am kenianischen Energiesektor wurde die Leitung der KPC im Januar 1997 formell aus der KPLC ausgegliedert, womit eine strikte Trennung von Stromerzeugung und -Vertrieb verwirklicht wurde. Am 2. Oktober 1998 erfolgte die Umbenennung in Kenya Electricity Generating Company Ltd. unter einer neuen Corporate Identity. KenGen übernahm damit auch die Verantwortung für alle im öffentlichen Besitz befindlichen Kraftwerke. Am 28. Mai 2013 schaltet der Stromversorger nach einer Verpuffung im Leitungsnetz das Netz ab und legt damit gesamte Land Stromtechnisch lahm.

## Unternehmensstruktur
Am 20. März 2006 beschloss die kenianische Regierung 30 % von KenGen zu privatisieren. Der Börsengang war um 236 % überzeichnet. Seit dem 17. Mai 2006 notiert KenGen unter dem Kürzel KEGN an der Nairobi Stock Exchange (NSE). Am 1. August 2007 wurde KenGen in den NSE-20-Aktienindex aufgenommen.

### Vorstand
Der Vorstand der Kenya Electricity Generating Company besteht aus 20 Mitgliedern. Chairman ist Joshua Choge, Managing Director und CEO ist Albert Mugo.

## Stromerzeugung
Mit einer Produktion von 3619 GWh aus 22 Kraftwerken deckte KenGen im Jahr 2010 etwa 80 % des kenianischen Strombedarfs. Lang anhaltende Trockenperioden und großflächige Abholzung der Wälder reduzierten die Verfügbarkeit der Wasserkraftwerke auf etwa 33 %. KenGen beabsichtigt die installierte Leistung bis 2020 auf 2000 MWe auszubauen, wobei das Hauptaugenmerk auf den Ausbau von Geothermie und Windkraft gerichtet wird. Für den Ausbau sieht KenGen Investitionen in der Höhe von 74 Milliarden Kenia-Schilling, etwa 552 Millionen Euro, vor.

### Energieträger
| Energieträger        | Installierte Leistung MWe | Produktion GWh  | Auslastung % |
| -------------------- | ------------------------- | --------------- | ------------ |
| Wasser               | 0761,28                   | 2161            | 33,15        |
| Öl                   | 073,50                    | 0325            | 59,49        |
| Geothermie           | 0150,00                   | 0951            | 91,27        |
| Gas                  | 060,00                    | 0146            | 28,33        |
| Diesel               | 06,33                     | 020             | 44,20        |
| Wind                 | 05,45                     | 016             | 41,25        |
| Summe                | 1056,56                   | 3619            |              |
| regenerativer Anteil | 916,73 (ca. 87 %)         | 3115 (ca. 86 %) |              |

### Kraftwerke
Mit Stand Oktober 2011 betreibt die Kenya Electricity Generating Company folgende Kraftwerke in Kenia:
| Name                 | Typ                  | Installierte Leistung MWe | Inbetriebnahme |
| -------------------- | -------------------- | ------------------------- | -------------- |
| Garissa              | D                    | 03,4                      |                |
| Gitaru               | S                    | 225,0                     | 1999           |
| Gogo                 | S                    | 02,0                      | 1957           |
| Kamburu              | S                    | 094,2                     | 1974           |
| Kiambere             | S                    | 168,0                     | 1988           |
| Kindaruma            | S                    | 044,0                     | 1968           |
| Kipevu Diesel        | D                    | 073,5                     |                |
| Kipevu Gas Turbine   | E                    | 060,0                     |                |
| Lamu                 | D                    | 02,9                      |                |
| Masinga              | S                    | 040,0                     | 1981           |
| Mesco                | S                    | 00,4                      | 1930           |
| Ndula                | S                    | 02,0                      | 1924           |
| Ngong                | W                    | 05,5                      | 1993           |
| Olkaria I            | G                    | 045,0                     | 1981           |
| Olkaria II           | G                    | 105,0                     | 2000           |
| Sagana               | S                    | 01,5                      | 1956           |
| Sondu-Miriu          | L                    | 060,0                     | 2007           |
| Sosiani              | S                    | 00,4                      | 1955           |
| Tana                 | S                    | 014,4                     | 1954           |
| Turkwel              | S                    | 106,0                     | 1991           |
| Wanjii               | S                    | 07,4                      | 1954           |
| Summe                | Summe                | 1056,6                    |                |
| regenerativer Anteil | regenerativer Anteil | 916,8 (ca. 87 %)          |                |

1. ↑  

D = Dieselgenerator

E = Erdgas

G = Geothermie

L = Laufwasserkraftwerk

Ö = Ölkraftwerk

S = Speicherkraftwerk (Wasser)

W = Windenergie